# Heine Optotechnik
Heine Optotechnik ist ein Hersteller von medizinischen und technischen Diagnostikinstrumenten mit Sitz in Gilching.

## Geschichte
Gegründet wurde die Firma 1946 von dem deutschen Physiker Helmut A. Heine und befindet sich seitdem im Familienbesitz.
In der Heine & Co. Medizinisch-Physikalische Werkstätten GmbH fertigte Firmeninhaber Helmut A. Heine ab dem Gründungsjahr 1946 zunächst Otoskope und direkte Ophthalmoskope. Im damals noch im Wiederaufbau begriffenen Deutschland waren viele Materialien und Rohstoffe knapp. Für die Herstellung des ersten Diagnostikbestecks wurde als Rohmaterial leere Patronenhülsen verwendet. 2020 zog das Unternehmen vom ehemaligen Stammsitz in Herrsching in die neue Unternehmenszentrale in Gilching. Alle Unternehmensbereiche wie Entwicklung, Werkzeugbau, Optik, Galvanik und andere Fertigungsbereiche sowie die Verwaltung befinden sich nun unter einem Dach.
Das Unternehmen ist Weltmarktführer im Bereich Medizinische Primärdiagnostik-Instrumente.